# 揚げバナナ
揚げバナナ（あげバナナ、英語: fried banana）またはピサン・ゴレン（マレー語: Pisang goreng）、ゴレン・ピサン（マレー語: Goreng pisang）は、バナナを食用油で揚げたスナック菓子。インドネシア、マレーシア、シンガポール、ブルネイ、フィリピンなどで食べられる。まだ青く熟する前のバナナを使用し、専用の衣を付けて揚げる。長時間揚げるとバナナが溶け出すため、高温で短時間揚げて作る。
インドネシアでは一般に「ピサン・ゴレン」と呼ばれ、いくつかの種類があり、衣をつけて揚げたものと衣なしのものとがある。特に「ピサン・ゴレン・ポンティアナック」と呼ばれる揚げバナナは、インドネシアで広く人気がある。一方地方名も複数存在し、バリ島ではゴドー・ゲダン（godoh gedang）、西ジャワ州ではカウ・ゴレン（cau goreng）、中部ジャワ州ではゲドハン・ゴレン（gedhang goreng）、北スマトラ州シボルガではピサン・ラキト（pisang rakit）、ポンティアナックではピサン・キパス（pisang kipas）という。シンガポールやマレーシアの一部では（前後を入れ替えた）「ゴレン・ピサン」と呼ばれているが、これは文法的には「バナナを揚げる」という動作を表すため、正確ではない。午前・午後を問わずスナックとして食べる。インドネシアやマレーシアでは露店で販売されることも多く、店によっては店頭に並べている。
フィリピンでは種類によって名前が違う。衣をつけて揚げたものはマルヤ（maruya）、素揚げしたものはプリトン・サギン（pritong saging）、そして揚げてから砂糖をまぶして木串で刺したものはバナナ・キュー（banana cue）と呼ばれる。これらは主に午後のおやつの時間に供される。
露店では、バナナに衣をつけて油で揚げたままの状態で提供される。レストランではもう少し手をかけ、チーズ、ジャム、加糖練乳、チョコレートなどを添えて提供する。
バナナの代用としてプランテンを用いることもしばしばである。ラツンダン・バナナがバナナの代わりによく用いられる。